# Monumenti culturali di Teplice
Questo elenco monumenti culturali della città di Teplice si basa sulla registrazione dei beni culturali secondo il Ministero dei Beni Culturali della Repubblica Ceca, sulla base della legge sulla conservazione dello Stato.
| Immagine | Nome                                     | N° reg. ÚSKP | Località | Indirizzo                    | Descrizione                          |
| -------- | ---------------------------------------- | ------------ | -------- | ---------------------------- | ------------------------------------ |
|          | Paesaggistica spa termale                | 43091/5-2494 | Teplice  | Roosevelt, 272/5             | Stabilimento balneare termale Sadove |
|          | City Spa Stone                           | 43255/5-2506 | Teplice  | U Hadích lázní, 1470         | Urban Spa Pietra                     |
|          | Townhouse                                | 43192/5-2509 | Teplice  | U Hadích lázní, 1167/52      | Townhouse ora è un pub               |
|          | Hotel                                    | 43297/5-2495 | Teplice  | Piazza Laubeho, 293/3        | è stato l'ufficio postale            |
|          | Social House - Casa federale             | 43286/5-4879 | Teplice  | via della Rivoluzione 679/14 | Sede del partito socialdemocratico   |
|          | Una fontana con una statua della Madonna | 43266/5-2514 | Teplice  |                              |                                      |
|          | Paradies Townhouse                       | 43392/5-2498 | Teplice  | Roosveltova, 258             | oggi è l'Hotel Paradies              |
|          | Townhouse Green Tree                     | 43396/5-2512 | Teplice  | U Nových lázní, 1286/9       | oggi sede di Arcadia                 |
|          | Bathhouse Imperial Spa                   | 43446/5-2496 | Teplice  | Piazza Laubeho, 227          | Imperial Spa                         |
|          | Townhouse per Falcon                     | 43512/5-2486 | Teplice  | Zámecké nám., 511/10         |                                      |
|          | Cappella del Ritrovamento della Santa.   | 43493/5-2517 | Teplice  | Havlicek Gardens             |                                      |